# Дробот Віра Іванівна
Дро́бот Ві́ра Іва́нівна (нар. 4 вересня 1934, Київ, СРСР) — український фахівець у галузі хлібопекарського виробництва, член-кореспондент НААН України, доктор технічних наук, професор, Лауреат Державної премії України в галузі науки і техніки.

## Життєпис
У 1957 році закінчила Київський технологічний інститут харчової промисловості за спеціальністю «Технологія хліба, кондитерських і макаронних виробництв», після чого до 1962 року працювала головним інженером хлібозаводу № 2 у м. Ташкенті.
У 1963–64 рр. обіймала посаду головного інженера Київського тресту продтоварів.
З 1964 до 1969 рік працювала старшим інженером Головного управління харчової промисловості Укрраднаргоспу та Укрголовхліба МХП УРСР.

## Наукова діяльність
У 1969 році вступила до аспірантури Київського технологічного інституту харчової промисловості, яку закінчила в 1972 році, захистивши дисертаційну роботу на здобуття наукового ступеня кандидата технічних наук.
У 1988 році захистила дисертаційну роботу на тему «Разработка и научное обоснование технологии использования в хлебопекарном производстве новых видов сырья с целью повышения пищевой ценности хлеба и экономии сырьевых ресурсов» на здобуття наукового ступеня доктора технічних наук.
З 1977 по 1999 працювала деканом факультету технології бродильних і хлібопекарських виробництв Київського технологічного інституту харчової промисловості, з 1993 по 2005 рік завідувала кафедрою технології хліба, кондитерських, макаронних виробів і харчових концентратів цього ж навчального закладу. На цій кафедрі пройшла шлях від асистента до професора.
У 1990 році обрана член-кореспондентом НААН України, у 1998 р. — академіком Академії інженерних наук України.
З 1992 по 2003 рік очолювала Науково-методичну комісію МОН України з харчової технології.
Є керівником наукового напряму «Розроблення інноваційних технологій традиційних та спеціальних хлібобулочних виробів».
Проводить активну роботу із вивчення можливості використання нетрадиційної сировини у хлібопеченні з метою інтенсифікації технологічних процесів, підвищення харчової цінності виробів, розширення сировинної бази.
Під керівництвом Дробот Віри Іванівни захистили дисертаційні роботи 5 докторів і 27 кандидатів технічних наук.
За результатами досліджень опубліковано понад 300 наукових праць, у тому числі три монографії, 60 патентів на винаходи і корисні моделі. Є автором чи співавтором основних наукових і навчально-методичних праць з технології хлібопечення:
- Дробот В. И. Использование нетрадиционного сырья в хлебопекарной промышленности. — К.: Урожай, 1988. — 152 с.

- Дробот В. І. Технологія хлібопекарського виробництва. — К.: Логос, 2002. — 365 с. — ISBN 966-581-363-3.

- Дробот В. І. (ред.) Лабораторний практикум з технології хлібопекарського та макаронного виробництв. — К.: Центр навчальної літератури, 2006. — 341 с.

- Дробот В. І. (ред.) Технологічні розрахунки у хлібопекарському виробництві. — К.: Кондор, 2010. — 440 с. — ISBN 978-966-351-319-5.
- Дробот В. І. Довідник з технології хлібопекарського виробництва. — К.: ПрофКнига[1], 2019. — 564с. — ISBN 978-617-7762-01-9

## Відзнаки та нагороди
За вагомий внесок у розбудові вищої школи та освіти Дробот Віра Іванівна нагороджена орденом «Знак пошани» (1986) і орденом княгині Ольги ІІІ ступеня (2000); медалями «Ветеран праці» (1985), «До 1500-річчя Києва» (1982); знаками Міністерства науки і освіти України «Відмінник освіти» (2003), «Петро Могила» (2005), «За наукові досягнення» (2010); Почесною відзнакою УААН (2009); Почесними грамотами МОН України, Державного департаменту продовольства, Державного департаменту інтелектуальної власності, Президії Української академії аграрних наук; має Подяку Кабінету Міністрів України (2005).